# Villette-de-Vienne
Villette-de-Vienne és un municipi francès situat al departament de la Isèra i a la regió d'Alvèrnia-Roine-Alps. L'any 2007 tenia 1.464 habitants.

## Demografia

### Població
El 2007 la població de fet de Villette-de-Vienne era de 1.464 persones. Hi havia 531 famílies de les quals 86 eren unipersonals (43 homes vivint sols i 43 dones vivint soles), 168 parelles sense fills, 238 parelles amb fills i 39 famílies monoparentals amb fills.
La població ha evolucionat segons el següent gràfic:
Habitants censats

### Habitatges
El 2007 hi havia 570 habitatges, 535 eren l'habitatge principal de la família, 10 eren segones residències i 25 estaven desocupats. 497 eren cases i 72 eren apartaments. Dels 535 habitatges principals, 437 estaven ocupats pels seus propietaris, 91 estaven llogats i ocupats pels llogaters i 7 estaven cedits a títol gratuït; 6 tenien una cambra, 23 en tenien dues, 47 en tenien tres, 151 en tenien quatre i 307 en tenien cinc o més. 431 habitatges disposaven pel capbaix d'una plaça de pàrquing. A 170 habitatges hi havia un automòbil i a 346 n'hi havia dos o més.

### Piràmide de població
La piràmide de població per edats i sexe el 2009 era:
| Homes | Edats   | Dones |
| ----- | ------- | ----- |
| 0     | 95 o +  | 0     |
| 0     | 90 a 94 | 0     |
| 0     | 85 a 89 | 8     |
| 4     | 80 a 84 | 8     |
| 8     | 75 a 79 | 8     |
| 16    | 70 a 74 | 8     |
| 20    | 65 a 69 | 24    |
| 28    | 60 a 64 | 12    |
| 52    | 55 a 59 | 36    |
| 64    | 50 a 54 | 64    |
| 68    | 45 a 49 | 68    |
| 36    | 40 a 44 | 52    |
| 48    | 35 a 39 | 40    |
| 36    | 30 a 34 | 40    |
| 20    | 25 a 29 | 24    |
| 36    | 20 a 24 | 56    |
| 48    | 15 a 19 | 40    |
| 48    | 10 a 14 | 24    |
| 32    | 5 a 9   | 36    |
| 8     | 0 a 4   | 28    |

## Economia
El 2007 la població en edat de treballar era de 975 persones, 751 eren actives i 224 eren inactives. De les 751 persones actives 721 estaven ocupades (393 homes i 328 dones) i 30 estaven aturades (9 homes i 21 dones). De les 224 persones inactives 92 estaven jubilades, 70 estaven estudiant i 62 estaven classificades com a «altres inactius».

### Ingressos
El 2009 a Villette-de-Vienne hi havia 573 unitats fiscals que integraven 1.602 persones, la mediana anual d'ingressos fiscals per persona era de 23.476 €.

### Activitats econòmiques
Dels 66 establiments que hi havia el 2007, 1 era d'una empresa extractiva, 1 d'una empresa alimentària, 1 d'una empresa de coc i refinatge, 1 d'una empresa de fabricació de material elèctric, 1 d'una empresa de fabricació d'elements pel transport, 1 d'una empresa de fabricació d'altres productes industrials, 9 d'empreses de construcció, 14 d'empreses de comerç i reparació d'automòbils, 5 d'empreses de transport, 3 d'empreses d'hostatgeria i restauració, 2 d'empreses d'informació i comunicació, 6 d'empreses financeres, 1 d'una empresa immobiliària, 5 d'empreses de serveis, 12 d'entitats de l'administració pública i 3 d'empreses classificades com a «altres activitats de serveis».
Dels 9 establiments de servei als particulars que hi havia el 2009, 1 era una oficina de correu, 2 paletes, 2 guixaires pintors, 1 fusteria, 1 perruqueria i 2 restaurants.
Dels 6 establiments comercials que hi havia el 2009, 1 era un supermercat, 1 una fleca, 1 una llibreria, 1 una botiga de material esportiu, 1 un drogueria i 1 una perfumeria.
L'any 2000 a Villette-de-Vienne hi havia 15 explotacions agrícoles que ocupaven un total de 672 hectàrees.

## Equipaments sanitaris i escolars
L'únic equipament sanitari que hi havia el 2009 era una farmàcia.
El 2009 hi havia una escola elemental.

## Poblacions més properes
El següent diagrama mostra les poblacions més properes.